# 2014년 일본 시리즈
2014년 일본 시리즈(일본어: 2014年の日本シリーズ, 영어: 2014 Japan Series) 또는 SMBC 일본 시리즈 2014(SMBC日本シリーズ2014)는 2014년 10월 25일부터 10월 30일까지 개최된 제65회 일본 프로 야구 일본 시리즈 경기이다. 퍼시픽 리그 클라이맥스 시리즈 우승팀 후쿠오카 소프트뱅크 호크스가 총 5차례의 접전을 펼친 끝에 센트럴 리그 클라이맥스 시리즈 우승팀 한신 타이거스를 누르고 4승 1패의 성적을 기록, 2011년 이후 3년 만에 6번째 우승을 차지했다.
금년도에는 미쓰이스미토모 은행(SMBC)의 특별 협찬을 얻어 대회 명칭은 ‘SMBC 일본 시리즈 2014’라는 이름으로 개최됐다. 또한 SMBC는 이 대회에 협찬한 것을 계기로 2014년 10월 1일부터 이 대회를 주최하는 일본 야구 기구의 공식 스폰서로 체결했다.

## 개요
- 이번 대회는 2003년(한신 타이거스 vs 후쿠오카 다이에 호크스(당시)) 이래 11년 만의 세 번째 맞대결이다. 더욱이 한신은 지금까지 호크스의 모기업과 일본 시리즈에서 모두 맞붙었던 최초의 센트럴 리그 팀이 됐다(1964년·난카이, 2003년·다이에, 2014년·소프트뱅크). 참고로 한신 대 소프트뱅크의 편성으로 이뤄지는 일본 시리즈는 모두 야간으로 치러진다.
- 한신은 정규 시즌 2위이면서도 클라이맥스 시리즈에서 승리했으므로 2010년의(주니치 드래곤스 vs 지바 롯데 마린스) 지바 롯데 마린스 이래 4년 만에 리그 우승하지 않은 팀이 일본 시리즈에 출전하게 됐다.
- 한신 고시엔 구장에서 일본 시리즈 개막전을 맞이하는 것은 1964년(한신 타이거스 vs 난카이 호크스(당시)) 이래 50년 만의 세 번째이다.
- 퍼시픽 리그의 연고지 구장에 한해 지명타자(DH) 제도가 도입된다.
- 양팀 감독의 합의에 의해 일본 시리즈에서는 작년 2013년(도호쿠 라쿠텐 골든이글스 vs 요미우리 자이언츠)에 이어 네 번째가 되는 선발투수 예고를(양팀 감독에 의한 신사협정) 하게 됐다.

## 감독
| 소속 리그   | 소속                       | 감독          |
| ----------- | -------------------------- | ------------- |
| 센트럴 리그 | 한신 타이거스              | 와다 유타카   |
| 퍼시픽 리그 | 후쿠오카 소프트뱅크 호크스 | 아키야마 고지 |

## 클라이맥스 시리즈경기 결과
|  | CS 퍼스트 | CS 퍼스트                | CS 퍼스트 |  |  | CS 파이널 | CS 파이널                  | CS 파이널 |                            |   | 일본 시리즈 | 일본 시리즈   | 일본 시리즈 |  |
|  |           |                          |           |  |  |           |                            |           |                            |   |             |               |             |  |
|  | C2        | 한신 타이거스            | 1         |  |  |           |                            |           |                            |   |             |               |             |  |
|  | C3        | 히로시마 도요 카프       | 0         |  |  | C1        | 요미우리 자이언츠          | 0+1       |                            |   |             |               |             |  |
|  |           |                          |           |  |  | C2        | 한신 타이거스              | 4         |                            |   |             |               |             |  |
|  |           |                          |           |  |  |           |                            |           |                            |   | C2          | 한신 타이거스 | 1           |  |
|  | P2        | 오릭스 버펄로스          | 1         |  |  |           |                            | P1        | 후쿠오카 소프트뱅크 호크스 | 4 |             |               |             |  |
|  | P3        | 홋카이도 닛폰햄 파이터스 | 2         |  |  | P1        | 후쿠오카 소프트뱅크 호크스 | 3+1       |                            |   |             |               |             |  |
|  |           |                          |           |  |  | P3        | 홋카이도 닛폰햄 파이터스   | 3         |                            |   |             |               |             |  |

## 경기 일정
- 1차전 : 10월 25일(한신 고시엔 구장)
- 2차전 : 10월 26일(한신 고시엔 구장)
- 3차전 : 10월 28일(후쿠오카 야후오쿠! 돔)
- 4차전 : 10월 29일(후쿠오카 야후오쿠! 돔)
- 5차전 : 10월 30일(후쿠오카 야후오쿠! 돔)

### 개시 시간
- 한신 고시엔 구장

1, 2차전 모두 18시 15분에 시작됐다.
- 후쿠오카 야후오쿠! 돔

3, 4, 5차전 모두 18시 30분에 시작됐다.

### 특기 사항
- 1·2차전이 우천 취소가 됐을 경우에는 그 구장에서 순연하여 이동일 하루를 두고서 3차전을 실시해 5차전까지 하루씩 순연해서 실시한다. 3차전 이후에 취소됐을 경우에도 그 구장에서 순연하지만 원칙적으로 5·6차전 사이의 이동일은 두지 않는다. 다만 대전 상대 팀의 홈구장에서 당일 이동이 불가능한 경우 5·6차전의 이동일을 마련하는 경우가 있다.
- 무승부에 있어서 7차전에서 승부가 나지 않는 경우에는 7차전 다음날에 그 구장에서 8차전을 치르고, 더욱이 9차전이 필요한 경우에는 하루 이동일을 두고서 상대측의 구장에서 경기를 치른다.

## 경기 기록
| 일시                                             | 경기   | 원정팀(선공)               | 스코어 | 홈팀(후공)                 | 개최 구장             | 개시 시각 | 경기 시간  | 관중수   |
| ------------------------------------------------ | ------ | -------------------------- | ------ | -------------------------- | --------------------- | --------- | ---------- | -------- |
| 10월 25일(토)                                    | 1차전  | 후쿠오카 소프트뱅크 호크스 | 2 - 6  | 한신 타이거스              | 한신 고시엔 구장      | 18시 17분 | 3시간 26분 | 45,293명 |
| 10월 26일(일)                                    | 2차전  | 후쿠오카 소프트뱅크 호크스 | 2 - 1  | 한신 타이거스              | 한신 고시엔 구장      | 18시 18분 | 2시간 57분 | 45,259명 |
| 10월 27일(월)                                    | 이동일 | 이동일                     | 이동일 | 이동일                     | 이동일                | 이동일    | 이동일     | 이동일   |
| 10월 28일(화)                                    | 3차전  | 한신 타이거스              | 1 - 5  | 후쿠오카 소프트뱅크 호크스 | 후쿠오카 야후오쿠! 돔 | 18시 32분 | 3시간 30분 | 35,527명 |
| 10월 29일(수)                                    | 4차전  | 한신 타이거스              | 2 - 5  | 후쿠오카 소프트뱅크 호크스 | 후쿠오카 야후오쿠! 돔 | 18시 30분 | 3시간 56분 | 35,861명 |
| 10월 30일(목)                                    | 5차전  | 한신 타이거스              | 0 - 1  | 후쿠오카 소프트뱅크 호크스 | 후쿠오카 야후오쿠! 돔 | 18시 33분 | 3시간 31분 | 36,068명 |
| 우승: 후쿠오카 소프트뱅크 호크스(3년 만에 6번째) |        |                            |        |                            |                       |           |            |          |

## 일본 시리즈 경기 결과

### 1차전
- 10월 25일 - 한신 고시엔 구장

| 팀                                                            | 1 | 2 | 3 | 4 | 5 | 6 | 7 | 8 | 9 | R | H | E |
| 소프트뱅크                                                    | 0 | 0 | 0 | 0 | 0 | 1 | 1 | 0 | 0 | 2 | 6 | 0 |
| 한신                                                          | 0 | 0 | 0 | 1 | 5 | 0 | 0 | 0 | X | 6 | 9 | 1 |
| 승리 투수: 랜디 메신저(1-0) 패전 투수: 제이슨 스탠드리지(0-1) |   |   |   |   |   |   |   |   |   |   |   |   |

### 2차전
- 10월 26일 - 한신 고시엔 구장

| 팀 | 1 | 2 | 3 | 4 | 5 | 6 | 7 | 8 | 9 | R | H | E |
| 소프트뱅크 | 1 | 0 | 0 | 1 | 0 | 0 | 0 | 0 | 0 | 2 | 7 | 0 |
| 한신 | 0 | 0 | 0 | 0 | 0 | 1 | 0 | 0 | 0 | 1 | 5 | 0 |
| 승리 투수: 다케다 쇼타(1-0) 패전 투수: 노미 아쓰시(0-1) 세이브: 데니스 사파테(1S) 홈런: 소프트뱅크 – 이대호(4회 1점) |   |   |   |   |   |   |   |   |   |   |   |   |

### 3차전
- 10월 28일 - 후쿠오카 야후오쿠! 돔

| 팀                                                            | 1 | 2 | 3 | 4 | 5 | 6 | 7 | 8 | 9 | R | H  | E |
| 한신                                                          | 0 | 0 | 0 | 0 | 0 | 0 | 0 | 0 | 1 | 1 | 5  | 0 |
| 소프트뱅크                                                    | 1 | 0 | 0 | 1 | 0 | 3 | 0 | 0 | X | 5 | 10 | 0 |
| 승리 투수: 오토나리 겐지(1-0) 패전 투수: 후지나미 신타로(0-1) |   |   |   |   |   |   |   |   |   |   |    |   |

### 4차전
- 10월 29일 - 후쿠오카 야후오쿠! 돔(연장 10회)

| 팀                                                                                                   | 1 | 2 | 3 | 4 | 5 | 6 | 7 | 8 | 9 | 10 | R | H | E |
| 한신                                                                                                 | 0 | 0 | 2 | 0 | 0 | 0 | 0 | 0 | 0 | 0  | 2 | 4 | 0 |
| 소프트뱅크                                                                                           | 2 | 0 | 0 | 0 | 0 | 0 | 0 | 0 | 0 | 3X | 5 | 7 | 0 |
| 승리 투수: 데니스 사파테(1-0) 패전 투수: 안도 유야(0-1) 홈런: 소프트뱅크 – 나카무라 아키라(10회 3점) |   |   |   |   |   |   |   |   |   |    |   |   |   |

### 5차전
- 10월 30일 - 후쿠오카 야후오쿠! 돔

| 팀                                                                                  | 1 | 2 | 3 | 4 | 5 | 6 | 7 | 8 | 9 | R | H | E |
| 한신                                                                                | 0 | 0 | 0 | 0 | 0 | 0 | 0 | 0 | 0 | 0 | 5 | 0 |
| 소프트뱅크                                                                          | 0 | 0 | 0 | 0 | 0 | 0 | 0 | 1 | X | 1 | 9 | 0 |
| 승리 투수: 이가라시 료타(1-0) 패전 투수: 랜디 메신저(1-1) 세이브: 데니스 사파테(2S) |   |   |   |   |   |   |   |   |   |   |   |   |

## 수상 선수

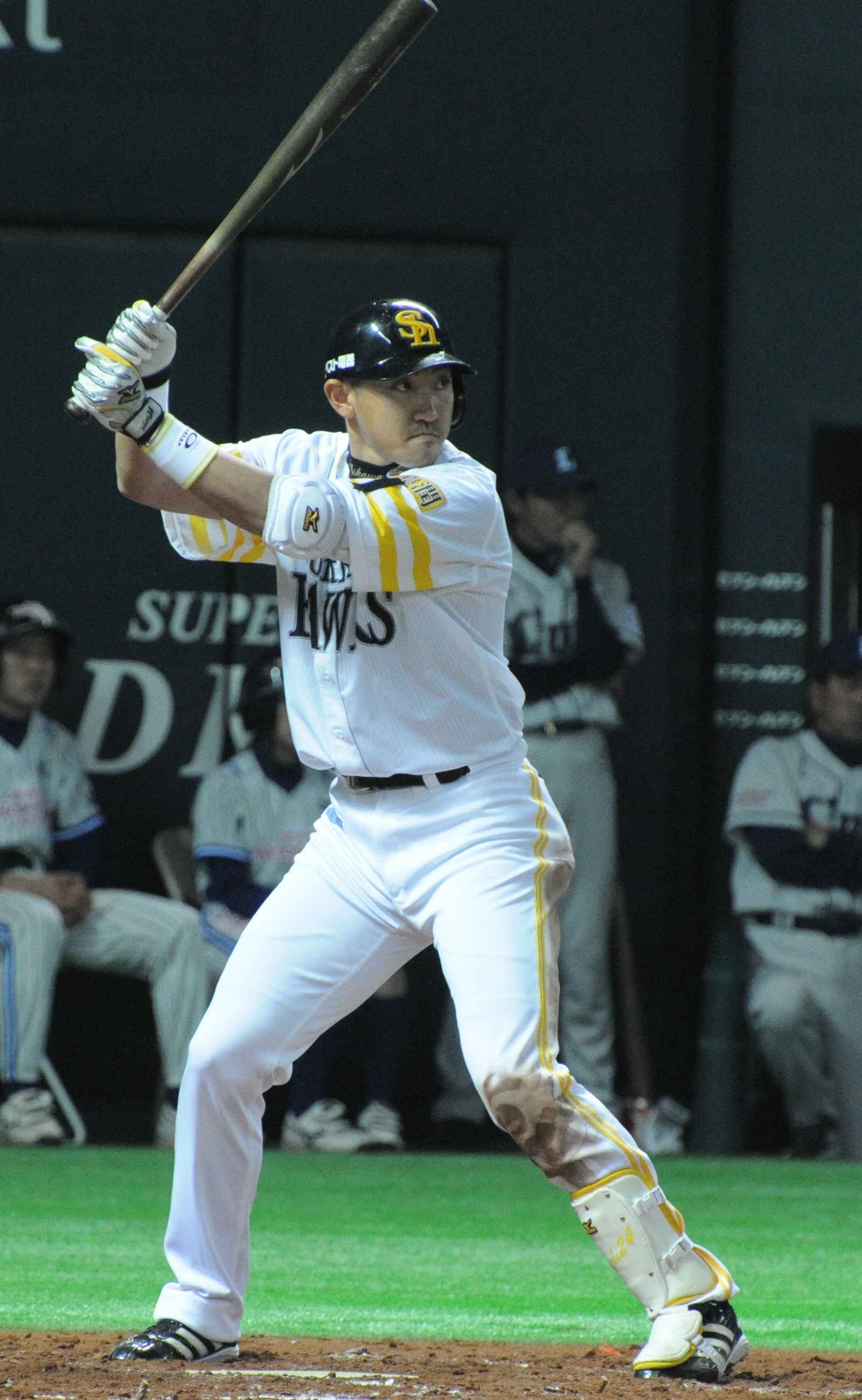
일본 시리즈 MVP 우치카와 세이이치

MVP
- 우치카와 세이이치(소프트뱅크)

감투상
- 랜디 메신저(한신)

우수 선수상
- 야나기타 유키(소프트뱅크)
- 데니스 사파테(소프트뱅크)
- 다케다 쇼타(소프트뱅크)

홈런상
- 이대호(소프트뱅크)
- 나카무라 아키라(소프트뱅크)

## 같이 보기
- 2014년 퍼시픽 리그 클라이맥스 시리즈
- 2014년 센트럴 리그 클라이맥스 시리즈
- 1964년 일본 시리즈
- 2003년 일본 시리즈